# 文明 (唐朝)
文明（684年2月27日—10月18日），是唐睿宗李旦第一次在位时所使用的第一个年号，使用时间共计8个月不到。由于该年号使用期间皇太后武则天临朝称制，掌握实际大权，所以有些史书把它作为武则天的年号，不过大部分史书还是把它作为唐睿宗的年号。该年号才使用8个月不到（即文明元年九月初五，公元684年10月18日），武则天便以自己的名义发下敕令，改元光宅，并改革官制、旗帜、服色等，“文明”年号随之废止。
“文明”年号的废止和“光宅”年号的建立，标志着一个新的时代——武则天时代正式开始了。

## 建年号
嗣圣元年二月初六戊午日（公元684年2月26日），皇太后武氏（即武则天）废唐中宗李哲为庐陵王。第二天，即嗣圣元年二月初七己未日（公元684年2月27日），太后下令立小儿子、豫王兼洛州牧（治所在今河南省洛阳市）李旦为皇帝，是为唐睿宗。大小政事取决于太后，让睿宗在别殿居住，不得干预朝政。同一天，大赦天下，改元文明。

## 大事记

### 告密之风起
唐睿宗即位的当天（公元684年2月27日），有参与前一天废黜唐中宗的飞骑十多人在坊曲聚会饮酒。正饮间，其中一人说：“早知道没有什么功劳赏赐，还不如侍奉庐陵王（即废帝唐中宗）。”另外一人听到后离开座位，直奔东都洛阳（今河南省洛阳市）皇宫（即洛阳宫）的北宫门——玄武门的羽林军驻屯地向上司告发他们。饮酒的军士还未散去，全部被前来的羽林军士兵捕获，关入羽林军的监狱。结果，说话的人被斩首，其余的人因知道谋反而不告发，被判处绞刑，告发的那个人被授予五品官。告密之风自此兴起。

### 肃清废帝势力
睿宗即位的第二天，即文明元年二月初八庚申日（684年2月28日），武太后把废帝李哲的长子、皇太孙李重照废为庶人，这么做是为了断绝臣民们对废帝一家的希望。
同一天，太后命令西京副留守刘仁轨专门主管西京长安（今陕西省西安市）的留守事务，以接替被解职的前西京留守、废帝庐陵王次子李重福。太后写信给刘仁轨，信中说：“从前汉朝的刘邦把关中的事情委托给萧何，现在我委托你也是同样的用意。” 刘仁轨上疏太后，以年老体衰、不能胜任留守之职而推辞，并乘机陈述汉朝吕后惹祸败亡的事实，以申明对太后的劝诫之意。太后派她的侄儿、秘书监武承嗣带去用太后的玺印密封的文书抚慰并告诉他：“如今皇帝因守丧不说话，我暂时代他亲政；有劳你从远方带来对我的劝诫，又以年老体衰推辞职务。你又说‘吕氏为后代所讥笑，吕禄、吕产在汉朝造成祸害’，引用的比喻很深刻，使我感到惭愧和安慰交加。刘公你的忠贞的节操，始终不变，刚直的作风，古今很少有人能比得上。初始时听到你的话，不能不感到迷惑不解，但冷静思考，实在可作借鉴。况且刘公你是先朝德高望重的老臣，为天下人所瞻仰，希望以匡复正义、解救苍生为怀，不要以年老之由而推却。” 
太后还把废帝皇后韦氏的父亲、前豫州刺史韦玄贞流放到钦州（治所在今广西钦州市东北），完全肃清了废后娘家的势力。
同年四月廿二癸酉日（684年5月11日），太后下令把废帝庐陵王李哲赶出东都洛阳，迁到房州（治所在今湖北省房县），四月廿六丁丑日（5月15日），又把庐陵王迁到均州（治所在今湖北省丹江口市），软禁在以前唐太宗软禁濮王李泰的住宅中。至此，废帝势力完全被肃清。

### 正式临朝称制
文明元年二月十二甲子日（684年3月3日），皇太后武氏驾临东都洛阳宫的东便殿——武成殿，睿宗皇帝率领亲王、国公以下的大小官员正式给武氏加上“皇太后”的尊号。二月十五丁卯日（3月5日），太后来到殿前的平台上，派侄儿、礼部尚书武承嗣正式册封李旦为皇帝。从此，太后常常驾临紫宸殿，坐在皇帝宝座上，座前垂挂淡紫色的帷帐，正式开始临朝称制，这也是她在高宗时期以皇后（后改称天后）身份垂帘听政的继续，但从幕后走到了台前，再也没有人可以制止她，她已经是事实上的女皇帝了。
二月廿五丁丑日（3月16日），太后任命太常卿、检校豫王府长史王德真为侍中；中书侍郎、检校豫王府司马刘祎之为同中书门下三品。这两人是睿宗皇帝即位前在王府的幕僚之长，这一次同升为宰相之列。
三月初五丁亥日（3月26日），太后改封杞王李上金为毕王，鄱阳王李素节为葛王。四月初十辛酉日（4月29日），太后又改封毕王李上金为泽王，授任苏州刺史（治所在今江苏省苏州市）；葛王李素节为许王，授任绛州刺史（治所在今山西省新绛县）。

### 杀废太子贤
文明元年二月初九辛酉日（684年2月29日），太后命令左金吾将军丘神勣前往巴州（治所在今四川省巴中市巴州区），检查自己的第二子、原废太子、庶人李贤的住宅（被称为“巴州公馆”）以防备意外，实际上是暗示丘神勣杀死他。
丘神勣到巴州后，把李贤幽禁于巴州公馆的别室（不是主室），并于二月廿七己卯日（3月18日）逼他自杀，李贤死时年仅三十一岁（虚岁，按周岁计算则年仅30岁）。李贤死后太后便归罪于丘神勣。三月十六戊戌日（4月6日），太后率领百官在显福门举行哀悼祭奠之礼，并把丘神勣贬为叠州刺史（治所在今甘肃省迭部县）。第二天，即文明元年三月十七己亥日（684年4月7日），太后下诏追封李贤为雍王。丘神勣不久又回洛阳担任左金吾将军。

### 归葬天皇大帝
五月十五丙申日（6月3日），睿宗率领百官扶着大行皇帝李治的灵柩向西返回西京长安，太后则依旧镇守东都洛阳。
闰五月（684年6月、7月之间），太后任命侄儿、礼部尚书武承嗣为太常卿（九卿之首）、同中书门下三品（宰相之列）。
八月十一庚寅日（9月25日），大行皇帝李治正式下葬于乾陵，群臣上谥号为天皇大帝，庙号为高宗。

### 献瑞之风兴
武则天为高宗皇后时，大小祥瑞的出现就已经渐多，例如嘉禾、瑞木、庆云、白龙、石龟、芝草等。等到武则天为太后，废中宗、立睿宗后，有飞骑聚众饮酒、口出怨言，被人告密而被诛杀，不久就有人声称有庆云出现，于是百官上表向太后表示庆贺，以为是“天人合德，宗社降休”，上天示意让“紫宸永固”，也就是说，群臣认为连上天也觉得太后杀得对，所以出现祥瑞以表嘉许。这是高宗驾崩、太后称制以后第一起献瑞事件，用天意来彰显太后肃清敌对势力的正确性，以巩固太后的权威。
当初，尚书左丞冯元常被高宗所信任。高宗晚年多病，各部门奏事时，常说：“朕身体不好，可先与冯元常商量再奏报给朕听。”冯元常曾经私下对高宗说：“中宫（指当时的天后武氏）威权太重，应该稍加抑制。”唐高宗虽然不能采纳，但认为他说得很对。及至天后成为太后而临朝称制时，各地争相报告吉兆祥瑞。高宗下葬之后不久，嵩阳县（今河南省登封市）县令樊文进献一块祥瑞之石，太后命在朝堂上向百官展示，冯元常不以为然，上奏道：“这种献石的行为涉及谄媚和欺诈，不可以欺骗天下人。”太后听了之后很扫兴，调冯元常出东都任陇州刺史（治所在今陕西省陇县）。

### 其他大事
文明元年秋天的七、八月是多事之秋，其间天灾人祸不断。
七月初九戊午日（8月24日），广州（治所在今广东省广州市）都督路元睿被昆仑人杀死。路元睿昏暗懦弱，属下的幕僚恣意横行，有商船到达，他们就侵夺吞没商人的财物而不知休止。胡商告到路元睿处，他反要取枷锁，将人家治罪。胡商们愤怒，其中有几个昆仑人袖里藏剑直入办公之地，杀死路元睿和他身边的十余人而后扬长而去，没有人敢靠近。他们登船入海，追捕他们的人没有赶上。
路元睿被杀的同一个月，温州（治所在今浙江省温州市）发大水，冲走四千多户人家。
祸不单行，也就在这一个月，突厥（指东突厥灭亡后在其故地兴起的后东突厥）可汗阿史那骨笃禄和谋臣元珍等侵扰朔州（治所在今山西省朔州市），太后命左威卫大将军程务挺率兵抵抗。
八月，彗星在天空西北方出现，彗尾长二丈余，过了三十三日才消失不见。这次出现的彗星就是著名的哈雷彗星，每76.1年“光临”地球一次，而684年正好是它的回归年，所以史书上的记载和科学计算完全吻合。这一年的哈雷彗星光顾地球的确切日期是10月2日，即文明元年八月十八日。但是古代中国人认为彗星出现不吉利，称之为“扫把星”。
八月廿七丙午日（10月11日），太后之侄、太常卿、同中书门下三品武承嗣在担任宰相三个月之后便被免职，依旧任原官礼部尚书。
同月，括州（治所在今浙江省丽水市）发大水，冲走二千多户人家。

### 改元曰光宅
高宗下葬一个月后的文明元年九月初五甲寅日（684年10月18日），太后颁布《s:改元光宅赦文》，大赦天下，改元光宅，“文明”年号随之废止。

## 出生
- 高力士（684年生，可能生于使用年号“文明”期间，也可能生于嗣圣或光宅年间）

## 逝世
1. 文明元年二月初七己未日（684年2月27日）：大唐飞骑十余人（一人被斩首，其余被处绞刑）。
2. 文明元年二月廿七己卯日（684年3月18日）：唐高宗与武则天第三子、前废太子、庶人李贤（被迫自杀）。
3. 文明元年四月（684年5月）：唐高祖最小的儿子、开府仪同三司、梁州[26]都督滕王李元婴（病逝）。
4. 文明元年七月初九戊午日（684年8月24日），广州都督路元睿及其身边十余人（被昆仑奴暗杀）。

## 纪年
| 文明 | 元年  |
| ---- | ----- |
| 公元 | 684年 |
| 干支 | 甲申  |

## 其他
- 同期存在的其他政权年号：无。
- 使用同一年号的其他政权及其君主：朝鲜半岛的新罗[27]神文王金政明。
- 同名年号：日本后土御门天皇年号文明（1469年6月8日－1487年8月9日）。

## 參看
- 中國年號索引
- 相关人物：
  - 武则天：大唐第一位皇太后，唐中宗与唐睿宗生母，临朝称制，掌握实权。
  - 唐睿宗：即李旦，大唐第五任皇帝，唐高宗与武则天第四子，兄长中宗被废后为母后所立，但毫无实权。
  - 刘仁轨：大唐西京（长安）留守，深受武则天信任。
  - 李贤：即章怀太子，唐高宗与武则天次子，长兄李弘死后继为皇太子，但不为母后所喜，被废，流放至巴州，最后被母后派丘神勣逼令自杀。
  - 丘神勣：大唐左金吾将军，武则天心腹，被派往巴州逼死废太子李贤，作为替罪羊降职为叠州刺史，不久又回洛阳担任原职。
  - 庐陵王：即唐中宗李哲，大唐第四任皇帝，唐高宗与武则天第三子，唐睿宗的七哥和同胞三哥，后被母后所废，降为庐陵王。